# David Vitoria
David Vitoria Cano (* 15. Oktober 1984 in Locarno) ist ein ehemaliger Schweizer Radrennfahrer.
David Vitoria gewann 2005 einen Abschnitt des Etappenrennens Stuttgart–Strassburg. 2006 wurde er Mitglied des Schweizer UCI ProTeam Phonak Hearing Systems. Ab der Saison 2007 fuhr er für das BMC Racing Team. Bei der Kalifornien-Rundfahrt 2007 belegte Vitoria auf der ersten Etappe den zehnten Rang. Ausserdem wurde er Achter beim Lancaster Classic und Dritter der Schweizer Zeitfahrmeisterschaft.
Ende der Saison 2010 beendete er seine Karriere als Berufsradfahrer.

## Erfolge
2005
- eine Etappe Stuttgart–Straßburg

2009
- zwei Etappen Vuelta Mexico

## Teams
- 2006 Phonak Hearing Systems
- 2007 BMC Racing Team
- 2009 Rock Racing
- 2010 Footon-Servetto